# キングストンタウンクラシック
キングストンタウンクラシック（Kingston Town Classic）とはオーストラリアのアスコット競馬場で行われる競馬の競走である。2006年まではフルーツンヴェグ（Fruit n' Veg Stakes）というレース名だった。

## 概要
グループ制ではG1に類される。施行距離は芝1800メートルで、出走条件は3歳以上馬。1着賞金は50万5千AUD。オーストラリア西地区の有力中距離馬が多く集まってくる。

## 歴史
- 1976年 1800メートルのレースとして創設。
- 1999年 距離を1600メートルに変更。
- 2001年 距離を1800メートルに変更。
- 2003年 距離を2000メートルに変更。
- 2005年 距離を現在の1800メートルに変更。
- 2022年 レース名をノーザリーステークスに変更。

## 近年の勝ち馬
- 2024 Light Infantry Man[1]
- 2023 Dom To Shoot[2]
- 2022 Amelia's Jewel[3]
- 2021 Regal Power
- 2020 Truly Great[4]
- 2019 Kay Cee[5]
- 2018 Arcadia Queen[6]
- 2017 Pounamu[7]
- 2016 Stratum Star[8]
- 2015 Perfect Reflection [9]
- 2014 Moriarty[10]
- 2013 Ihtsahymn
- 2012 Luckygray
- 2011 Playing God
- 2010 Playing God
- 2009 Sniper'S Bullet
- 2008 Niconero
- 2007 Megatic
- 2006 Niconero
- 2005 Early Express
- 2004 Modem
- 2003 True Steel
- 2002 Blevvo
- 2001 Old Comrade
- 2000 Old Comrade
- 1999 St. Clemens Belle
- 1998 Old Nick
- 1997 Summer Beau
- 1996 Summer Beau